# Anne Frank
Annelies Marie (Anne) Frank (Frankfurt am Main, 12 juni 1929 – Bergen-Belsen, februari 1945) was een Duits en later statenloos Joods meisje dat wereldberoemd is geworden door haar dagboek dat ze schreef tijdens de Tweede Wereldoorlog, toen ze ondergedoken zat in het achterhuis aan de Prinsengracht in Amsterdam. Zij stierf vermoedelijk in februari 1945 aan vlektyfus in het concentratiekamp Bergen-Belsen. Haar officiële sterfdatum is echter door de Nederlandse autoriteiten vastgesteld op 31 maart 1945. Haar dagboek is postuum gepubliceerd en is een van de meest gelezen boeken ter wereld. Door haar dagboek is Anne Frank internationaal een symbool geworden van de Holocaust, de moord op zes miljoen Joden tijdens de Tweede Wereldoorlog. Anne Frank is opgenomen in de Canon van Nederland als een van de vijftig thema's van de Nederlandse geschiedenis.

## Leven

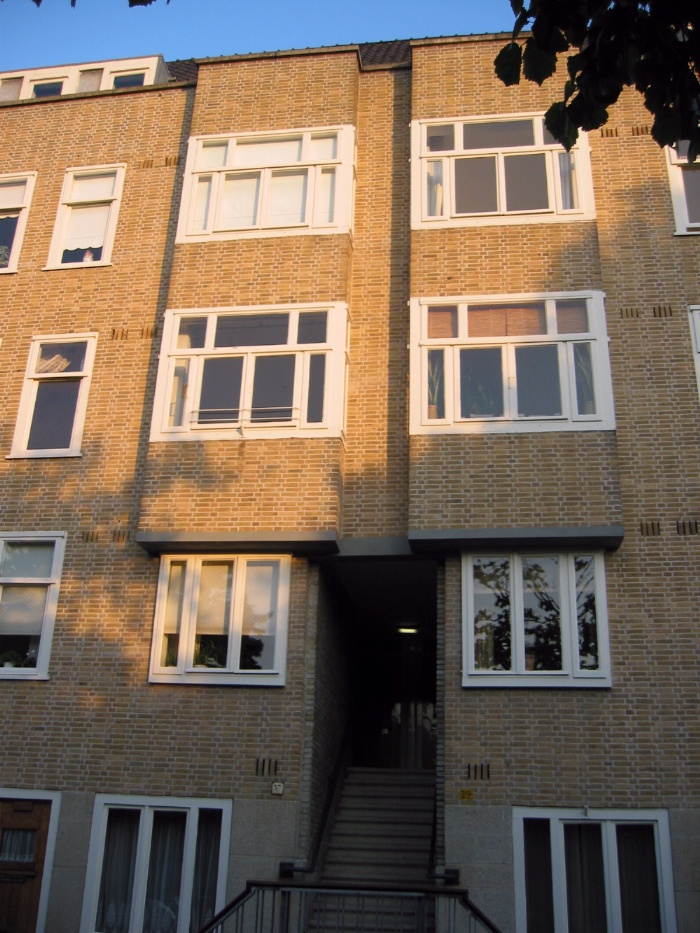
Huis op het Merwedeplein, 2004

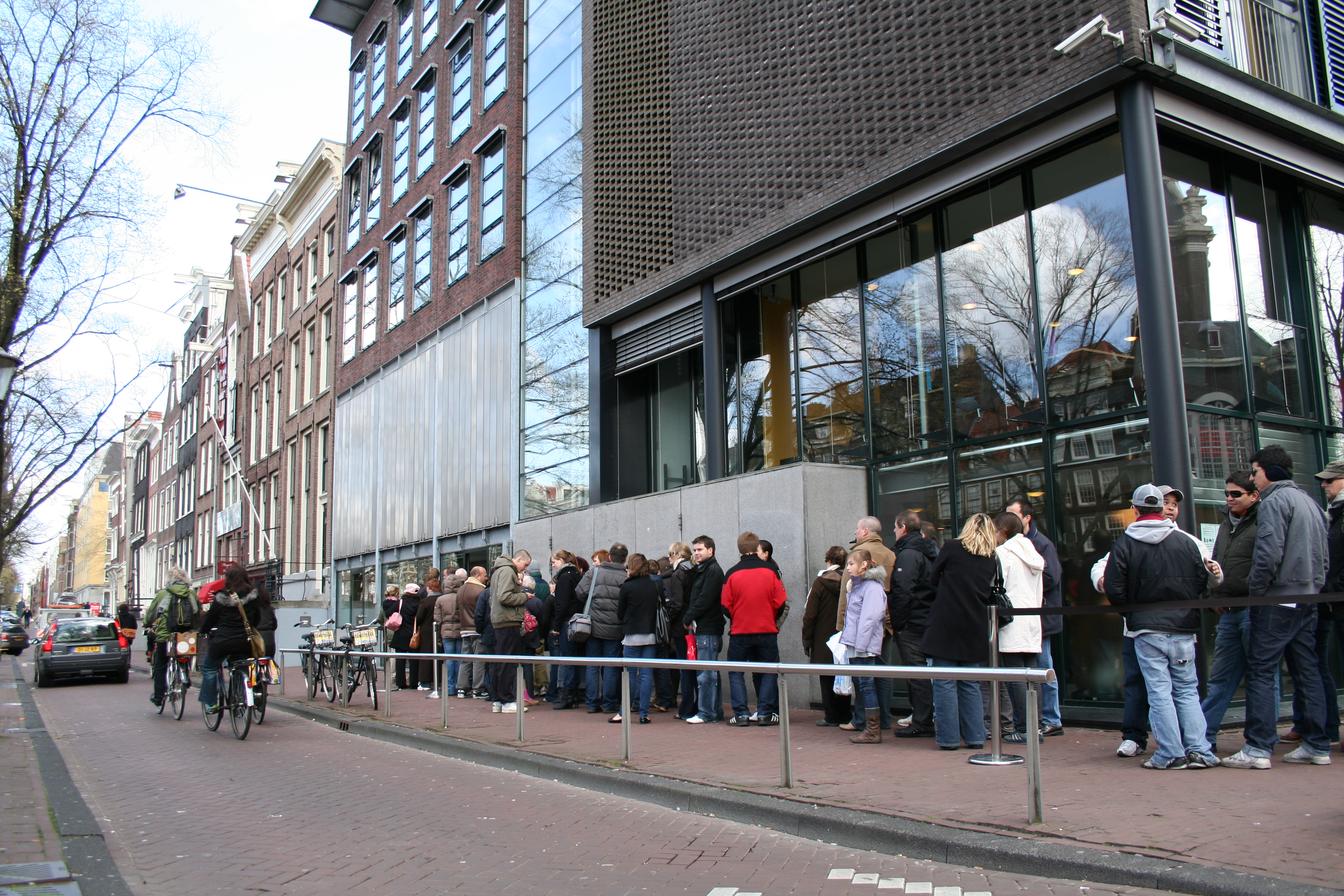
Het Anne Frank Huis aan de Prinsengracht, 2008

### Eerste levensjaren
Anne Frank werd op 12 juni 1929 in Frankfurt am Main (Duitsland) geboren als tweede dochter van Otto Frank en Edith Frank-Holländer. Haar zus Margot was op dat moment ruim drie jaar oud. De familie Frank was liberaal joods en woonde in een ruime huurwoning aan de Marbachweg 307, gelegen aan de rand van de stad. Terwijl Otto werkte voor het familiebedrijf, de Michael Frank Bank, speelden Margot en Anne met de kinderen in de buurt. Sommigen waren katholiek, anderen protestants of joods. Ze waren nieuwsgierig naar elkaars feesten. Margot werd uitgenodigd op het communiefeest van een van haar vriendinnetjes en als de familie Frank Chanoeka vierde mochten de buurtkinderen soms meedoen.
Annes ouders waren gealarmeerd toen in de zomer van 1932 groepen van de Sturmabteilung, getooid met hakenkruizen door de straten van Frankfurt am Main marcheerden. Luidkeels zongen ze: "Als het Jodenbloed van het mes af spat, dan gaat het eens zo goed" De Nationaalsocialistische Duitse Arbeiderspartij (NSDAP) van Adolf Hitler was de grootste partij van Duitsland en behaalde bij de verkiezingen van juli 1932 ruim 37% van de stemmen. Een half jaar later kwam Adolf Hitler in Duitsland aan de macht. Het echtpaar Frank besloot te emigreren.

### Van Duitsland naar Amsterdam
Annes vader Otto verhuisde in juli 1933 van het Duitse Frankfurt am Main naar Amsterdam om aan toenemende anti-Joodse maatregelen van de nazi's te ontkomen. Dat het door de economische crisis slecht ging met de bank van de familie Frank was een extra motief. In het centrum van Amsterdam zette Otto een eigen bedrijf op, Opekta genaamd, een filiaal van het in 1928 in Keulen gestichte moederbedrijf Opekta GmbH. Annes moeder Edith Frank en haar oudere zus Margot kwamen eind 1933 in Amsterdam aan, en Anne zelf volgde in februari 1934 na een tijd bij haar grootmoeder Rosa Holländer-Stern in Aken. Het gezin ging wonen aan het Merwedeplein 37-2, in een Amsterdamse nieuwbouwwijk, waar door de economische crisis veel huurhuizen leeg stonden en waar zich veel andere Duits-Joodse vluchtelingen vestigden.

### Een onbezorgde jeugd

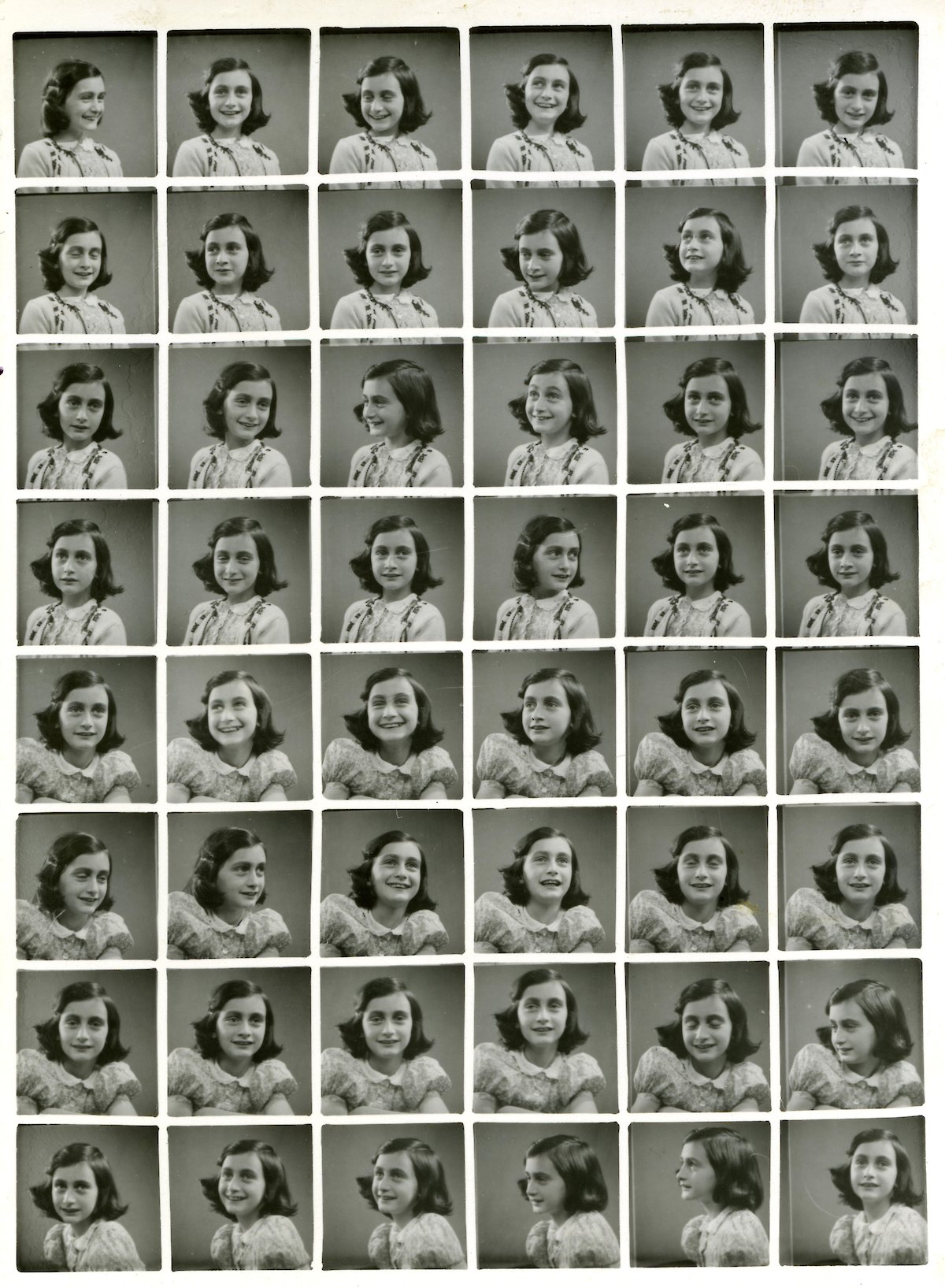
Pasfoto's van Anne Frank (1939)

Margot ging naar de Jekerschool (Jekerstraat 84), Anne naar de Montessorischool (Niersstraat 41), waar ze begon in de kleuterklas. De zusjes leerden Nederlands en pasten zich snel aan hun nieuwe leven aan. Anne had, net als haar zus, al snel een kring van vrienden en vriendinnen, onder wie bijvoorbeeld Hanneli Goslar en Sanne Ledermann, die net als Anne Frank met hun familie vanuit Duitsland naar Nederland gevlucht waren. Anne Frank groeide op in een liberaal joods gezin. De Franks hechtten waarde aan joodse tradities en feestdagen, maar volgden niet alle religieuze voorschriften. Op vrijdagavond werd de familie Frank vaak uitgenodigd bij de Goslars en dan aten ze samen. Annes ouders maakten zich grote zorgen over de ontwikkelingen in nazi-Duitsland, maar lieten daarvan niets merken aan hun dochters. Anne kende onbezorgde jaren. Ze speelde met haar vrienden en vriendinnen, ging zomers geregeld met haar familie naar het strand of op bezoek bij familie in Zwitserland, en in de winter schaatste ze graag.
Toch merkte Anne op dat haar moeder in november 1938 erg somber was. In de nacht van 9 op 10 november 1938 had in Duitsland de Kristallnacht plaatsgevonden, een door de nazi's georganiseerde pogrom. In heel Duitsland werden Joden aangevallen, synagogen in brand gestoken, zo'n 7000 Joodse winkels geplunderd en tal van joodse bezittingen beklad. Twee ooms van moederskant wisten uiteindelijk naar de Verenigde Staten te ontkomen, terwijl Annes oma Rosa Holländer zich in maart 1939 bij de familie Frank op het Merwedeplein voegde. Ze overleed begin 1942 in Amsterdam.

### Nederland bezet

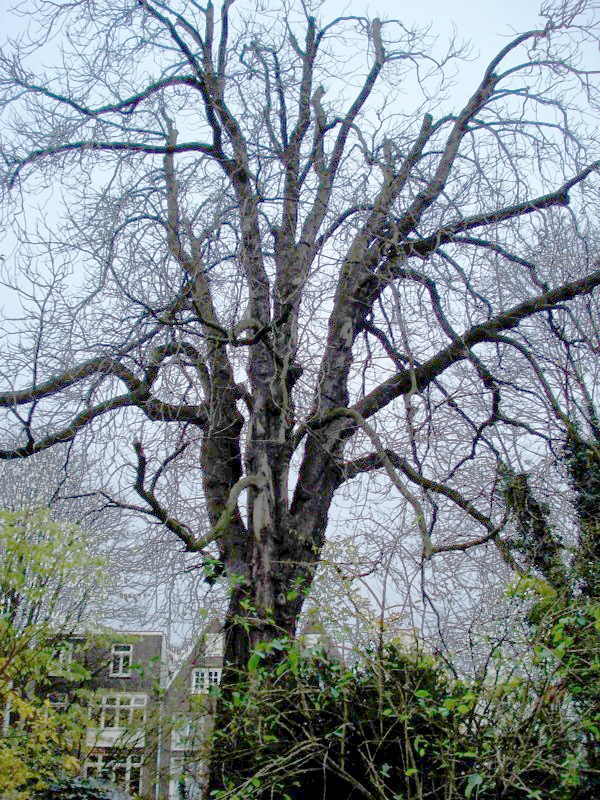
De Anne Frankboom, 2006

Nadat in mei 1940 het Duitse leger Nederland had bezet, volgde de ene na de andere anti-Joodse maatregel. Zo mochten vanaf januari 1941 de door de nazi's als Joden aangemerkte personen bijvoorbeeld geen bioscopen meer bezoeken. Na de zomervakantie van 1941 stroomde Anne van de lagere school door naar de eerste klas van het Joods Lyceum. Vanaf dat moment was het voor Joden verboden om naar niet-Joodse scholen te gaan. Ook haar zus kwam daardoor op het Joods Lyceum terecht.
Duitse-Joodse vluchtelingen, onder wie ook Anne Frank en haar familie, werden op 25 november 1941 met de inwerkingtreding van het nieuwe Reichsbürgergesetz hun Duitse nationaliteit ontnomen die ze nog hadden. De familie werd op dat moment staatloos. De Nederlandse nationaliteit is haar nooit verleend, daar die alleen aan levende personen wordt toegekend. Haar vader weigerde na de oorlog de Duitse nationaliteit en naturaliseerde in 1949 tot Nederlander.
Joden werden steeds meer uit het openbare leven verbannen. Zo moest Anne Frank, net als andere Joden in Nederland vanaf 1 mei 1942 een gele ster dragen.
Op 12 juni 1942 werd Anne Frank dertien jaar. Haar mooiste verjaardagscadeau was een rood geruit dagboek, waar ze dezelfde dag haar eerste zinnen in schreef: "Ik zal hoop ik aan jou alles kunnen toevertrouwen, zoals ik het nog nooit aan niemand gekund heb en ik hoop dat je een grote steun voor me zal zijn." Drie weken later, op 6 juli 1942 dook Anne met haar familie onder in Het Achterhuis, nadat haar zus de dag ervoor een oproep had ontvangen om in Duitsland 'te gaan werken'. Het Achterhuis was onderdeel van het bedrijfspand Opekta van haar vader Otto Frank aan de Prinsengracht 263. De deur tussen voorhuis en achterhuis zat verstopt achter een boekenkast. In het voorhuis en in het magazijn werkte personeel, waarvan slechts enkelen op de hoogte waren van de onderduikers: de vier helpers, Miep Gies, Bep Voskuijl, Johannes Kleiman, Victor Kugler en de vader van Bep Voskuijl die de boekenkast had gemaakt. Naar de buitenwereld werd beweerd dat de familie naar Zwitserland was gevlucht.

### Ondergedoken in het Achterhuis

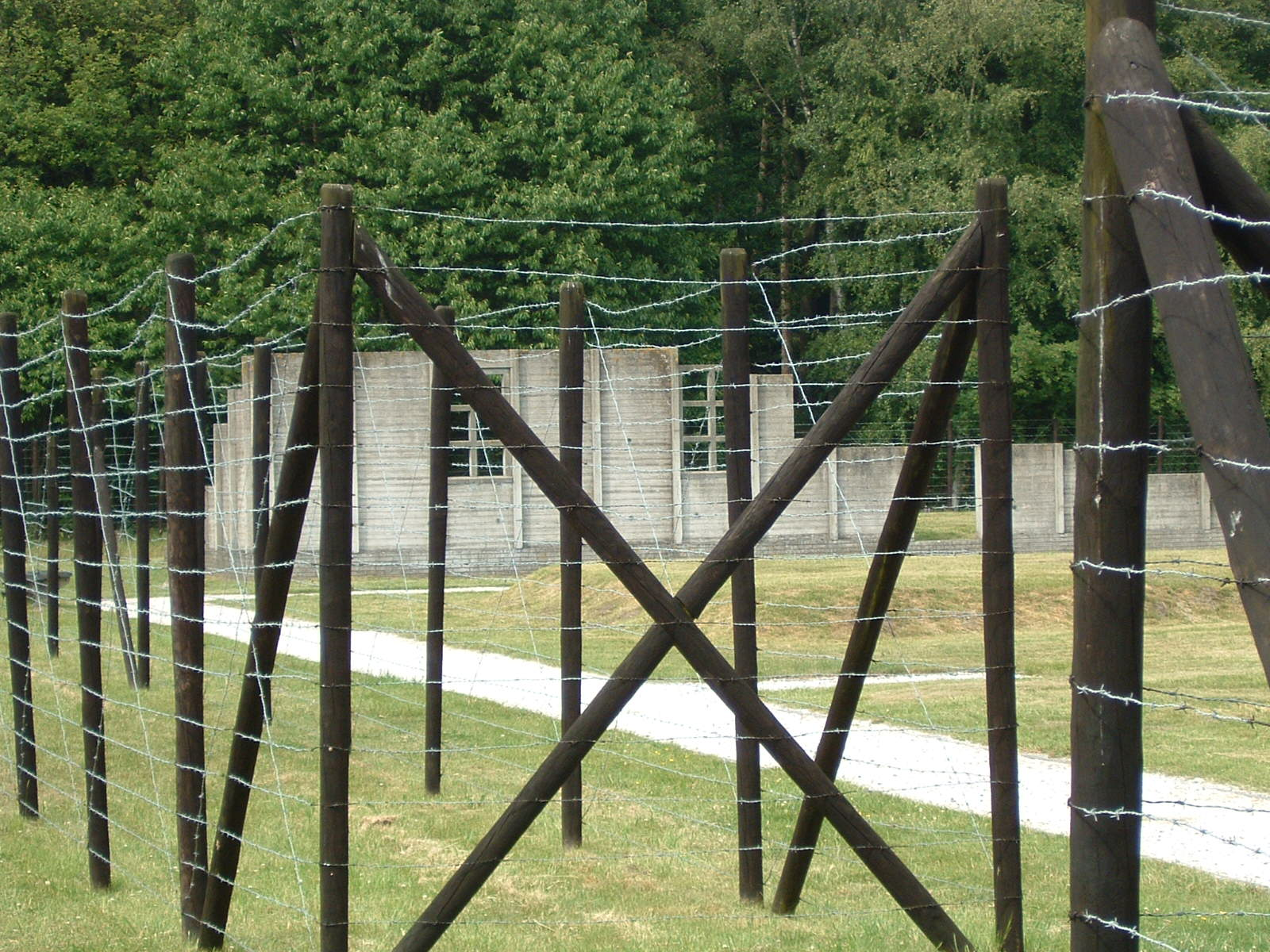
Replica van de strafbarak in Kamp Westerbork waarin Anne Frank verbleef, 2004

De schuilplaats aan de achterzijde van het grachtenpand in hartje Amsterdam werd naar haar ligging "Het Achterhuis" genoemd, wat later ook de titel zou worden van haar postuum gepubliceerd dagboek. Anne Frank schuilde daar met haar ouders en zus van 6 juli 1942 tot 4 augustus 1944. Daar zaten in totaal acht mensen ondergedoken: de familie Frank, Hermann van Pels, Auguste van Pels en hun zoon Peter van Pels (die model stonden voor de familie Van Daan in het dagboek) en naderhand ook Fritz Pfeffer, een Joodse tandarts (die model stond voor het dagboekpersonage Dussel). De familie Van Pels en Fritz Pfeffer waren bekenden van de familie Frank en net als zij als Duitse Joden hun vaderland ontvlucht.
In het achterhuis moesten Anne Frank en de andere onderduikers overdag muisstil zijn. Anne miste haar vriendinnen en het feit dat ze nooit naar buiten kon. Tijdens deze onderduikjaren werd haar dagboek steeds belangrijker. Anne schreef hierin over het dagelijks leven in het achterhuis, de angst om ontdekt te worden tijdens het onderduiken, haar ontluikende gevoelens voor Peter, de ruzies met haar ouders en andere onderduikers en haar ambities om schrijver te worden. "Het fijnste van alles vind ik nog dat ik dat wat ik denk en voel tenminste nog op kan schrijven, anders zou ik compleet stikken.", schreef Anne op 16 maart 1944 in haar dagboek. Het enige stukje natuur dat Anne Frank kon zien vanuit het achterhuis was een paardenkastanje, die in de binnentuin stond. Decennia later zou deze boom de Anne Frankboom genoemd worden. Anne schreef een aantal schriften vol. Na een oproep van minister Bolkestein op Radio Oranje in Londen op 28 maart 1944 om dagboeken te verzamelen die na de oorlog konden worden gepubliceerd, besloot Anne haar dagboek te herschrijven op losse vellen doorslagpapier terwijl ze ook haar gewone dagboek nog bijhield. Anne schreef hierover: "Natuurlijk stormden ze allemaal direct op mijn dagboek af. Stel je eens voor hoe interessant het zou zijn als ik een roman van het Achterhuis uit zou geven." In tien weken schreef ze 324 vellen vol, maar vanwege haar arrestatie kon ze het boek niet meer voltooien. Annes laatste dagboekaantekening was van 1 augustus 1944.

### Ontdekking
Drie dagen later werden de onderduikers na meer dan twee jaar (25 maanden) ontdekt. Ze werden op 4 augustus 1944 door de Sicherheitsdienst en Nederlandse politieagenten gearresteerd. SS-Hauptscharführer Karl Silberbauer had de leiding. Lange tijd werd gedacht dat de onderduikers verraden waren, al was niet bekend door wie. In 2016 publiceerde de Anne Frank Stichting de resultaten van een nieuw onderzoek, waarin wordt verondersteld dat de onderduikers misschien bij toeval werden ontdekt.
De dagboekpapieren (de notitieboeken en losse vellen) werden na de arrestatie gevonden op de vloer van het achterhuis door twee personeelsleden die tot de helpers van de onderduikers behoorden: Miep Gies en Bep Voskuijl (die model stond voor Elly Vossen in het dagboek). Miep Gies verstopte ze in haar bureaula in de hoop ze ooit aan Anne terug te kunnen geven.
Nadat zij waren gearresteerd werden de onderduikers en twee andere helpers, Victor Kugler en Johannes Kleiman, naar het SD-gebouw aan de Euterpestraat Amsterdam-Zuid gereden. Na enige tijd in een kamer met andere gevangenen te hebben gezeten, werden Kugler en Kleiman naar het Huis van Bewaring aan de Amstelveenseweg gebracht. Het was de laatste keer dat de onderduikers (behalve Otto Frank, die de oorlog overleefde) hun vrienden zagen. De onderduikers werden naar de gevangenis aan het Kleine-Gartmanplantsoen gebracht.

### Deportatie

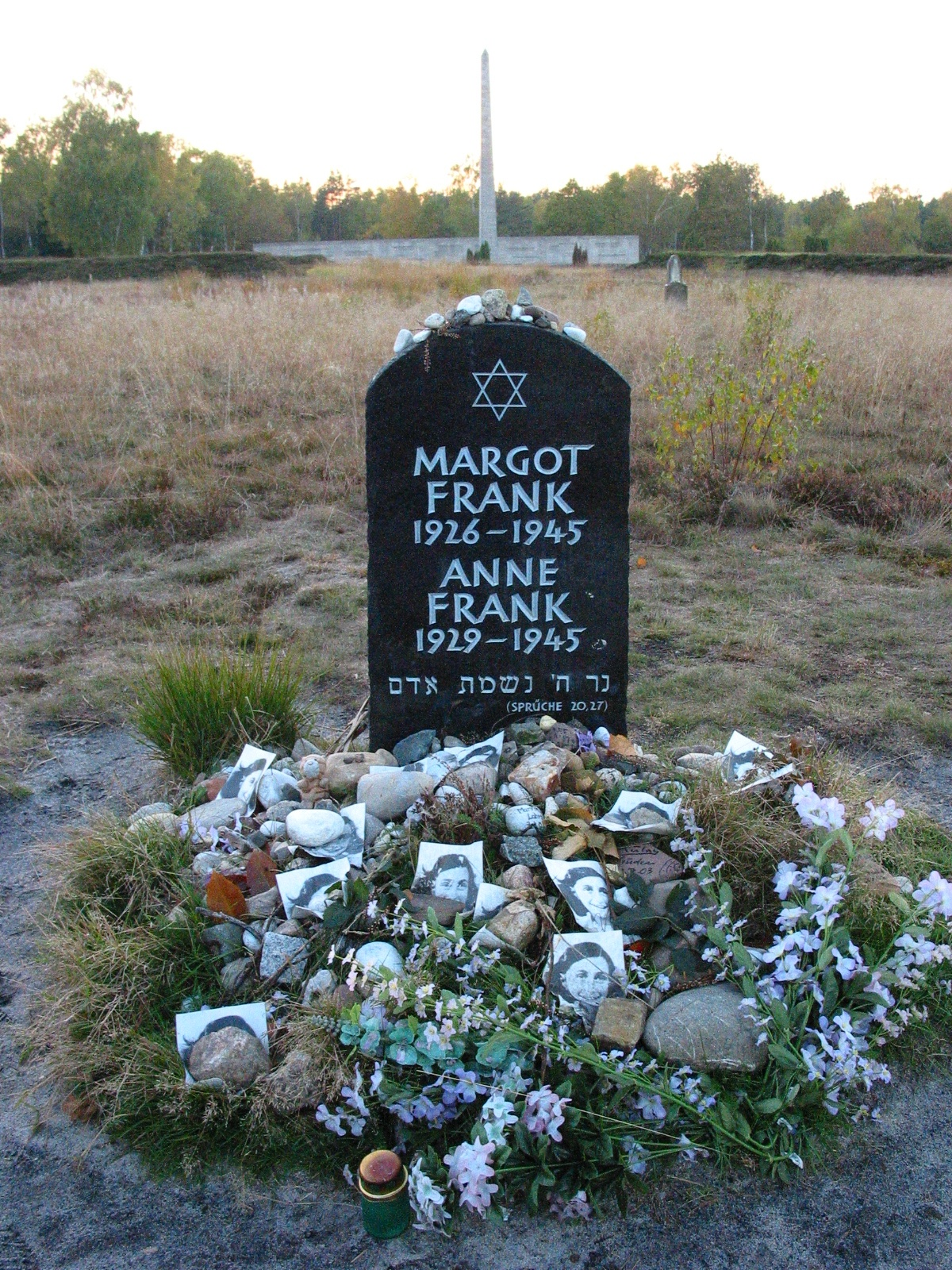
Symbolische grafsteen voor Anne en Margot Frank in Bergen-Belsen, 2003. In werkelijkheid liggen hun lichamen in een van de massagraven aldaar.

Op 8 augustus 1944 werden de acht onderduikers uit het achterhuis naar het Centraal Station van Amsterdam vervoerd en per trein gedeporteerd. 's Middags kwam de trein op zijn bestemming aan in kamp Westerbork.
Omdat ze zich niet vrijwillig voor 'tewerkstelling in Duitsland' (in werkelijkheid: voor massavernietiging) hadden gemeld maar waren ondergedoken werden ze in de strafbarak gezet. Gevangenen in de strafbarak kregen minder eten en moesten harder werken dan andere gevangenen. Hun werk bestond uit de demontage van afgedankte batterijen in de werkbarakken van barak 56.
Zondagochtend 3 september 1944 werden ongeveer duizend mensen per trein naar het oosten gedeporteerd. Een selectieleider kwam de avond tevoren naar de strafbarak, waar hij de namen op zijn lijst voorlas. Ook de onderduikers uit het achterhuis hoorden daarbij. Het was de laatste trein die vanuit Westerbork naar Auschwitz zou vertrekken.
Op 5 september kwam de trein in het vernietigingskamp Auschwitz-Birkenau aan. De acht onderduikers doorstonden de beruchte selectie voor de gaskamers. Vervolgens werden de mannen van de vrouwen gescheiden. Otto Frank, Hermann van Pels, Peter van Pels en Fritz Pfeffer werden naar het nabijgelegen kamp Auschwitz I weggevoerd. Anne, Margot, moeder Edith en Auguste van Pels bleven achter in het vrouwenkamp van Birkenau. Na enige tijd kreeg Anne schurft. Ze werd in het zogenaamde Krätzeblock (schurftblok) ondergebracht dat door een hoge muur gescheiden was van de rest van het kamp. Margot ging met haar mee.

### Overlijden

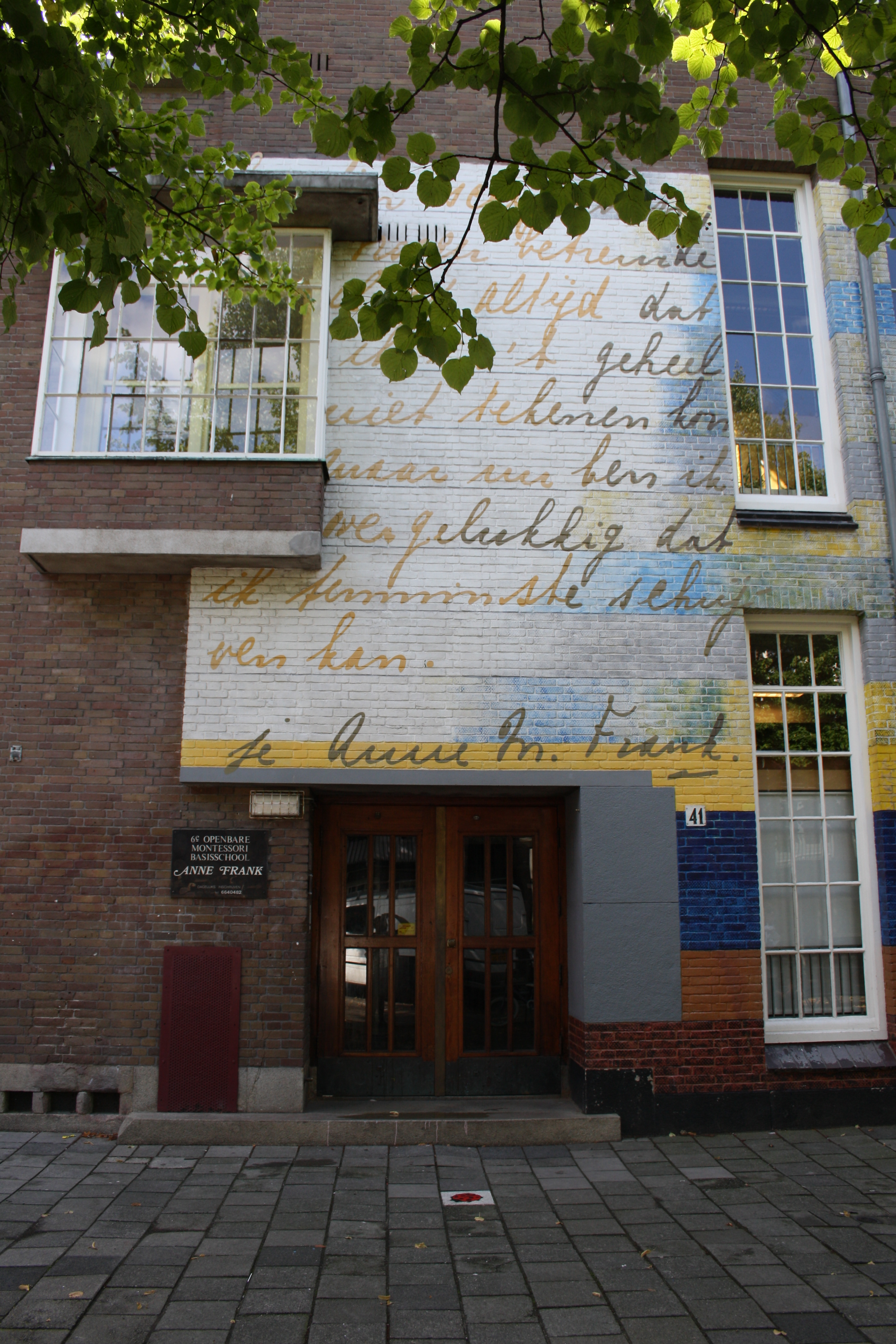
6e Openbare Montessori Basisschool Anne Frank in Amsterdam, 2010. Tekst op de gevel: Niemand die zelf niet schrijft weet hoe fijn schrijven is; vroeger betreurde ik het altijd dat ik in 't geheel niet tekenen kon, maar nu ben ik overgelukkig dat ik tenminste schrijven kan. je Anne M. Frank., Anne Frank, Dagboek, 5 april 1944

Op 28 oktober 1944 vertrok een transport met 1308 vrouwen uit Birkenau naar het concentratiekamp Bergen-Belsen. Waarschijnlijk maakten ook Anne en Margot daar onderdeel van uit. Edith bleef achter en stierf op 6 januari 1945. In Bergen-Belsen waren Anne en Margot erg verzwakt en werden naar de ziekenbarak overgebracht, waar ze naast elkaar lagen. Ze kregen hoge koorts. In februari 1945 overleed Margot, enkele dagen later overleed ook Anne, waarschijnlijk aan de gevolgen van vlektyfus. In die periode lieten naar schatting 17.000 gevangenen het leven in Bergen-Belsen. Van een kamp-administratie was toen geen sprake meer, zodat de exacte overlijdensdata van Anne en Margot niet te achterhalen zijn. Het Rode Kruis nam in 1954 (dus negen jaar na hun overlijden) aan dat het 'ergens tussen 1 en 31 maart' geweest moest zijn. De officiële overlijdensakte uit datzelfde jaar vermeldt 31 maart 1945. In De Dagboeken van Anne Frank schreven de historici David Barnouw en Gerrold van der Stroom in 1986 dat Anne en haar zus Margot waarschijnlijk eind februari, begin maart 1945 overleden. Zij baseerden zich op de schriftelijke verklaring van Lientje Brilleslijper van 11 november 1945, waarin ze "omstreeks eind februari, begin maart 1945" als overlijdensdatum aangaf. Lientje Brilleslijper en haar zus Janny hadden Anne en Margot in de laatste periode in Bergen-Belsen meegemaakt. Ook documentairemaker Willy Lindwer (De laatste zeven maanden, 1988) die Janny Brilleslijper interviewde, ging uit van eind februari, begin maart 1945, net als biografe Melissa Müller en andere journalisten en historici. Later onderzoek ging ervan uit dat een sterfdatum eerder in februari waarschijnlijker is. Haar moeder Edith overleed in januari 1945 in Auschwitz, door ziekte en verzwakking. Van de acht onderduikers in het achterhuis overleefde alleen Otto Frank de Holocaust.

## Werk

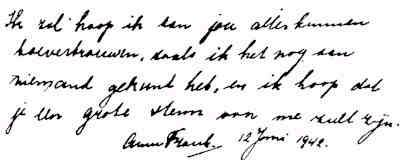
Voorin het dagboek: Ik zal hoop ik aan jou alles kunnen toevertrouwen, zoals ik het nog aan niemand gekund heb en ik hoop dat je een grote steun voor me zult zijn. Anne Frank 12 juni 1942

### Dagboek: Het Achterhuis
Anne Frank schreef haar dagboek in de vorm van brieven aan een fictieve vriendin Kitty. Ze schreef: 'Ik zal hoop ik aan jou alles kunnen toevertrouwen, zoals ik het nog aan niemand gekund heb, en ik hoop dat je een grote steun voor me zult zijn.'
Nadat Anne en haar familie verraden waren en werden gedeporteerd, heeft helpster Miep Gies de dagboekpapieren bewaard. Gies gaf het dagboek na de oorlog aan de vader van Anne, Otto Frank, die als enige het vernietigingskamp overleefde. Otto Frank publiceerde het boek in 1947 onder de titel Het Achterhuis. Daarin is niet alleen Annes herschreven versie opgenomen, maar Otto voegde er vanaf 29 maart 1944 ook Annes originele dagboekteksten aan toe. Ook heeft hij soms stukken die Anne in haar herschreven versie had weggelaten weer toegevoegd. Het Achterhuis is sindsdien een van de meest gelezen boeken ter wereld geworden.
Het Achterhuis hoort tot de Nederlandse literatuur en is een boek gebaseerd op dagboekaantekeningen.

### Ander literair werk
Anne Frank schreef naast Het Achterhuis ook 34 korte verhaaltjes, over haar schooltijd, gebeurtenissen in het Achterhuis en zelf verzonnen sprookjes, dat is gepubliceerd onder de titel Verhaaltjes, en gebeurtenissen uit het Achterhuis.
In 2004 verscheen het Mooie-zinnenboek. Op aanraden van haar vader had Anne (in een kasboek) fragmenten overgeschreven uit de vele boeken die zij op haar onderduikadres las. Het gaat om fragmenten en versjes die haar bijzonder troffen. In de meeste gevallen betreft het volwassenenliteratuur in het Nederlands, Duits en Engels. Het boek bevat facsimilia van Annes originele handschrift met daarnaast de gedrukte tekst. Het manuscript werd al tentoongesteld in het Anne Frank Huis en in het buitenland, maar verscheen niet eerder in druk.
Verspreid zijn enkele gedichten van Anne verschenen die niet zijn gebundeld. Verder staat op haar naam het boek Verhaaltjes, en gebeurtenissen uit het achterhuis.

### Uitgaven van Anne Frank
- 1947: Het Achterhuis. Dagboekbrieven 14 juni 1942 - 1 augustus 1944. Amsterdam, 1947. ISBN 978-90-446-1617-0 Online versie
- 1949: Weet je nog? Verhalen en sprookjes
- 1960: Verhalen rondom het Achterhuis
- 1982: Verhaaltjes, en gebeurtenissen uit het Achterhuis. Amsterdam, 1982. ISBN 3-596-12096-9. Gedeeltelijk eerder verschenen in Weet je nog? Verhalen en sprookjes (1949) en Verhalen rondom het Achterhuis (1960).[23]
  - met Joke Kniesmeyer: Verhaaltjes, en gebeurtenissen uit het Achterhuis, derde druk Amsterdam: Bakker, 1986.
  - Verhalen uit het Achterhuis, vijfde druk Amsterdam: Ooievaar, 1998.
- 2004: Mooie-zinnenboek, Amsterdam, 2004. ISBN 90-351-2647-5
- 2013: Verzameld werk, Amsterdam, 2013. ISBN 978-90-446-2376-5

## Herinneringscentra
De herinnering aan Anne Frank wordt levend gehouden door verschillende stichtingen en musea. In Nederland beheert de Anne Frank Stichting het Anne Frank Huis. Sinds enige tijd werkt deze stichting samen met het Anne Frank Zentrum in Berlijn. In 1963 richtte Otto Frank het Anne Frank Fonds op, gevestigd in Bazel. Het fonds beheert de auteursrechten van de geschriften van Anne Frank en houdt zich bezig met de uitgave van het dagboek in diverse talen. Het fonds ondersteunt wereldwijd projecten op het gebied van mensenrechten, racisme, discriminatie en antisemitisme en is betrokken bij de Bildungsstätte Anne Frank in Frankfurt am Main. In de Verenigde Staten is het Anne Frank Center for Mutual Respect actief, dat zijn hoofdkantoor in New York heeft.

## Monumenten

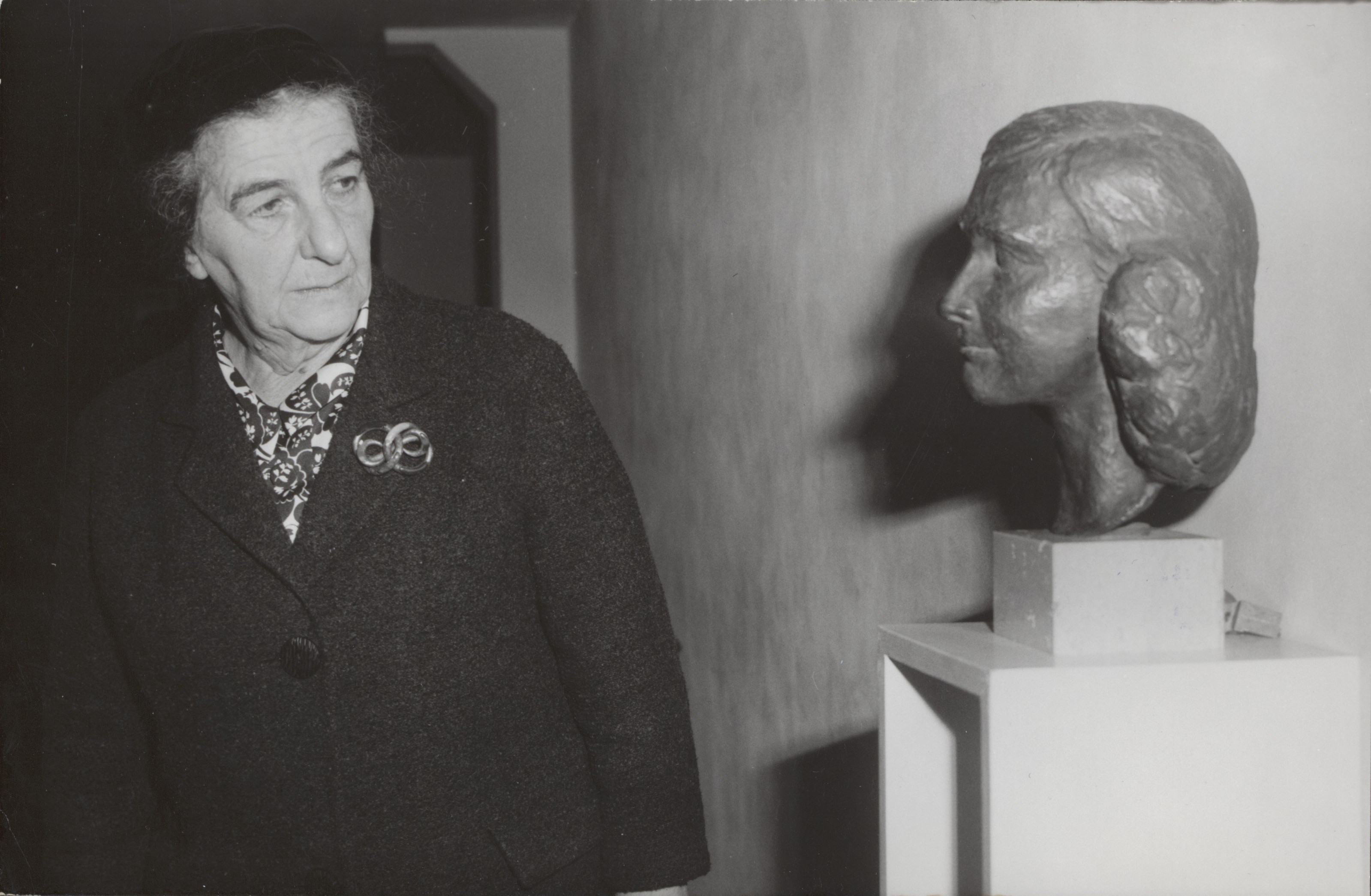
De Israëlische minister Golda Meïr bekijkt een portretkop van Anne Frank, Amsterdam, 1964

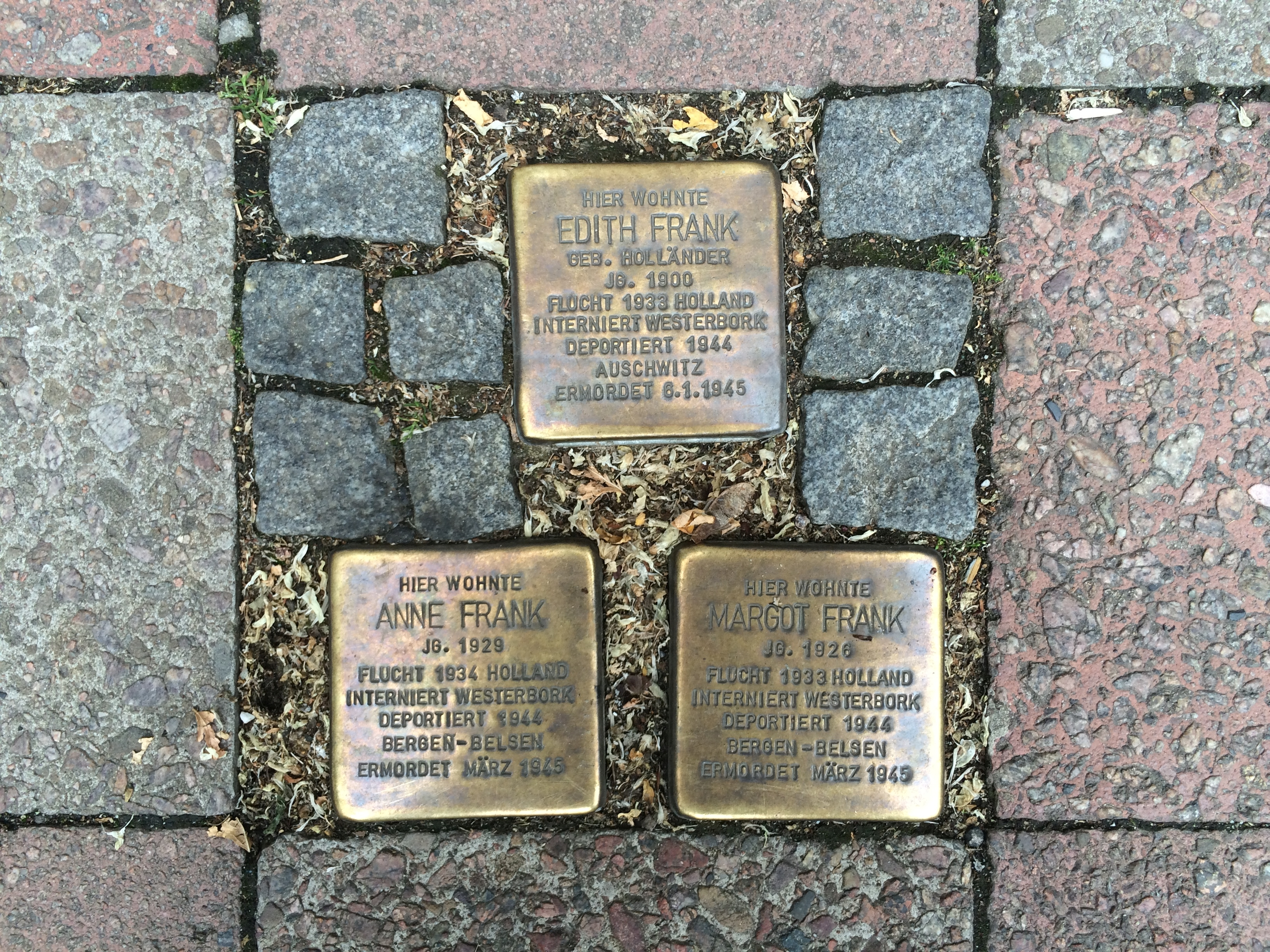
Stolpersteine, geplaatst in 2009 op de Pastorplatz in Aken, waar de familie Frank woonde in 1933 voordat ze naar Amsterdam kwamen

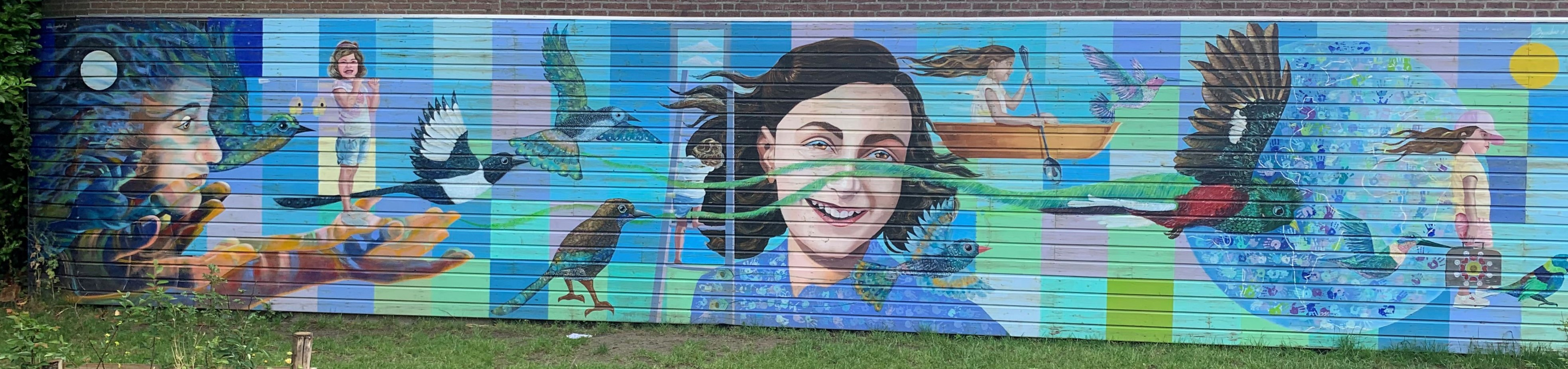
Muurschildering van Anne Frank met vogels (Byron Gómez Chavarría, 2017), Anne Frankschool, Utrecht

In 1960 werd een beeld van Anne Frank op het Janskerkhof in Utrecht onthuld. In 1977 is een ander beeld van haar op de Westermarkt in Amsterdam geplaatst, vlak bij het onderduikadres. Op 9 juli 2005 werd op het Merwedeplein in Amsterdam, waar de familie Frank van 1933 tot 1942 woonde, nog een ander beeld onthuld ter nagedachtenis aan haar noodgedwongen vertrek van het plein waar ze meer dan acht jaar had gewoond.
In mei 2009 werd besloten voor Anne Frank, haar zuster Margot en haar moeder Edith elk een monumentje op te richten in Aken in Duitsland, de laatste woonplaats voor hun komst naar Nederland. De Keulse kunstenaar Gunter Demnig zou drie messing herinneringsplaatjes wijden in het trottoir voor de woning waar de drie in 1933 bij Ediths moeder woonden, voor hun vlucht naar Nederland. Eerder liet Demnig her en der in de Bondsrepubliek, tot mei 2009 al zo'n 17.000 plaatjes, zogenoemde Stolpersteine (struikelstenen), plaatsen als kleine monumenten voor de slachtoffers van de nazi's.
Sinds februari 2015 liggen er ook Stolpersteine op de stoep voor het Amsterdamse woonadres van de familie Frank, Merwedeplein 37 II.
In de vroegere Jodenbuurt is een straat naar Anne Frank genoemd. De Montessorischool in Amsterdam, waar Anne Frank in 1941 moest vertrekken omdat ze Joods was, heet nu 6e Openbare Montessori Basisschool Anne Frank. 's-Hertogenbosch heeft op het Anne Frankplein in 2020 het Anne Frankmonument Monument voor vrijheid van Anne Wenzel laten plaatsen.

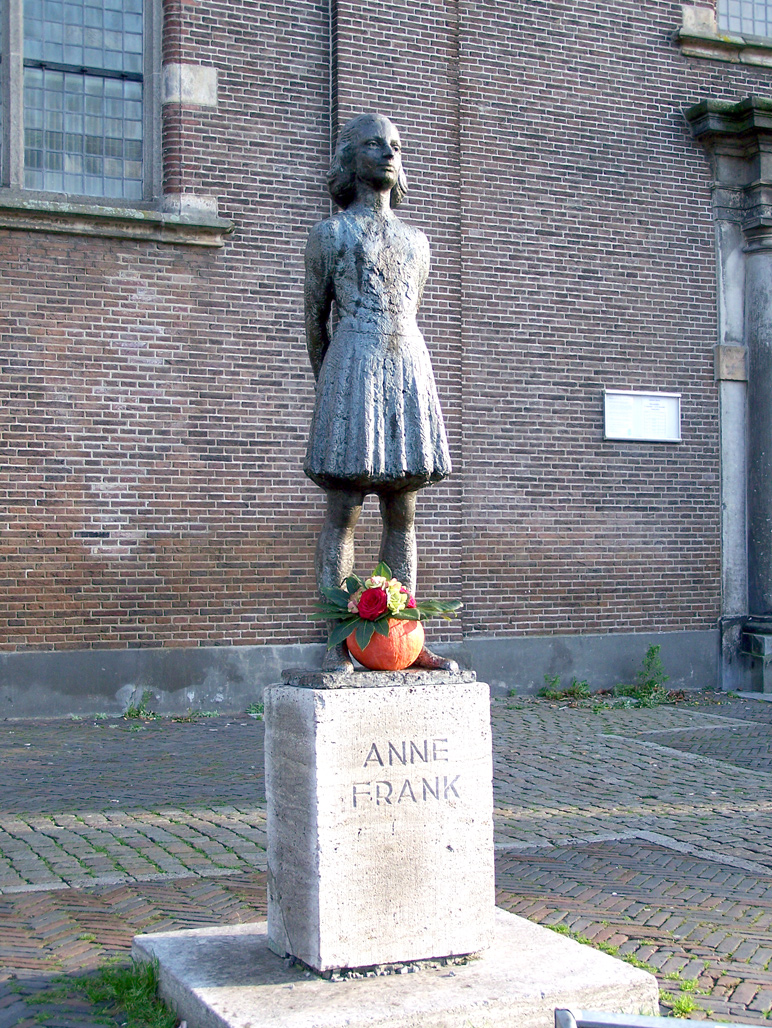
Standbeeld van Anne Frank op het Janskerkhof in Utrecht (Pieter d'Hont, 1959-1960)
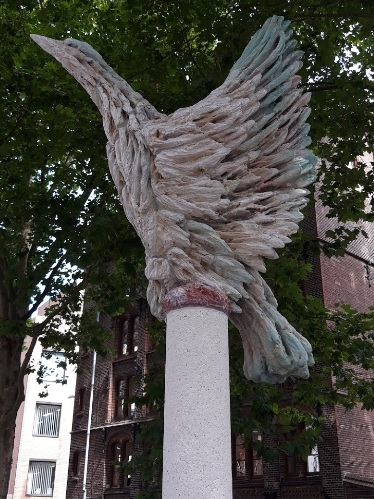
Anne Frankmonument in 's-Hertogenbosch (Anne Wenzel, 2020)
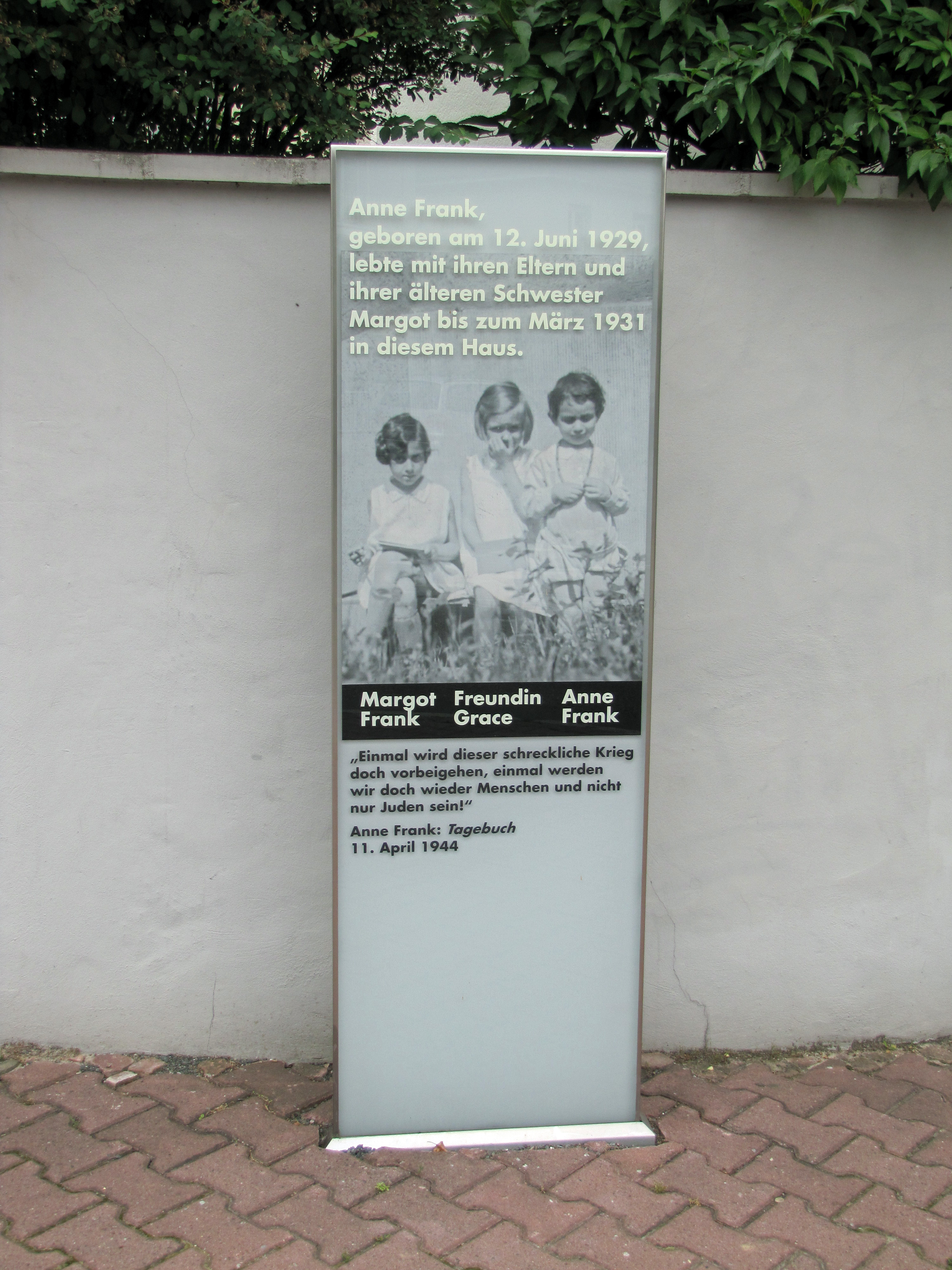
Paneel bij het geboortehuis van Anne Frank, Frankfurt am Main (Bernd Fischer, jaartal onbekend)
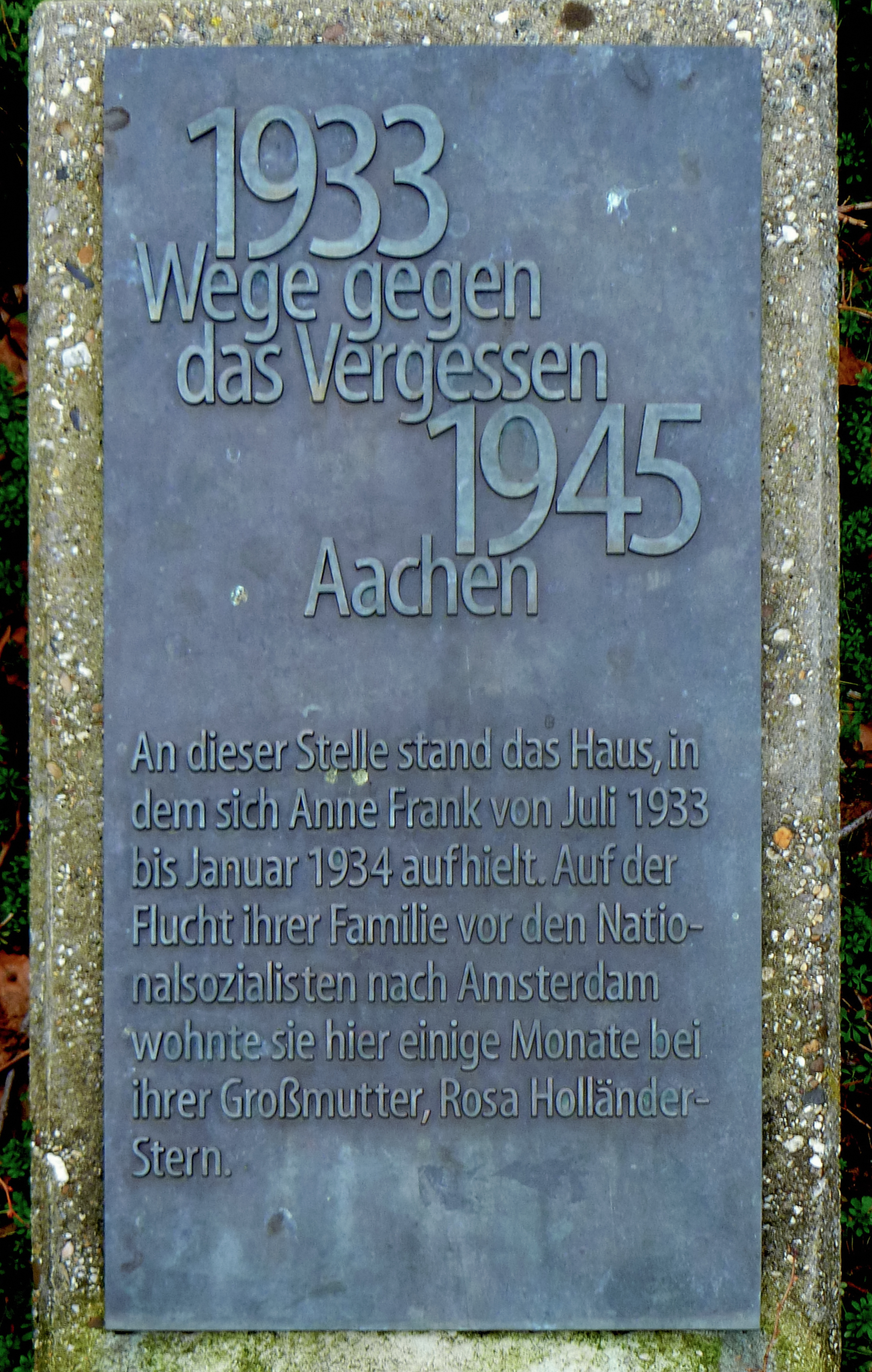
Plaquette aan de Monheimsallee / Stadtgarten Aachen in Aken[c]
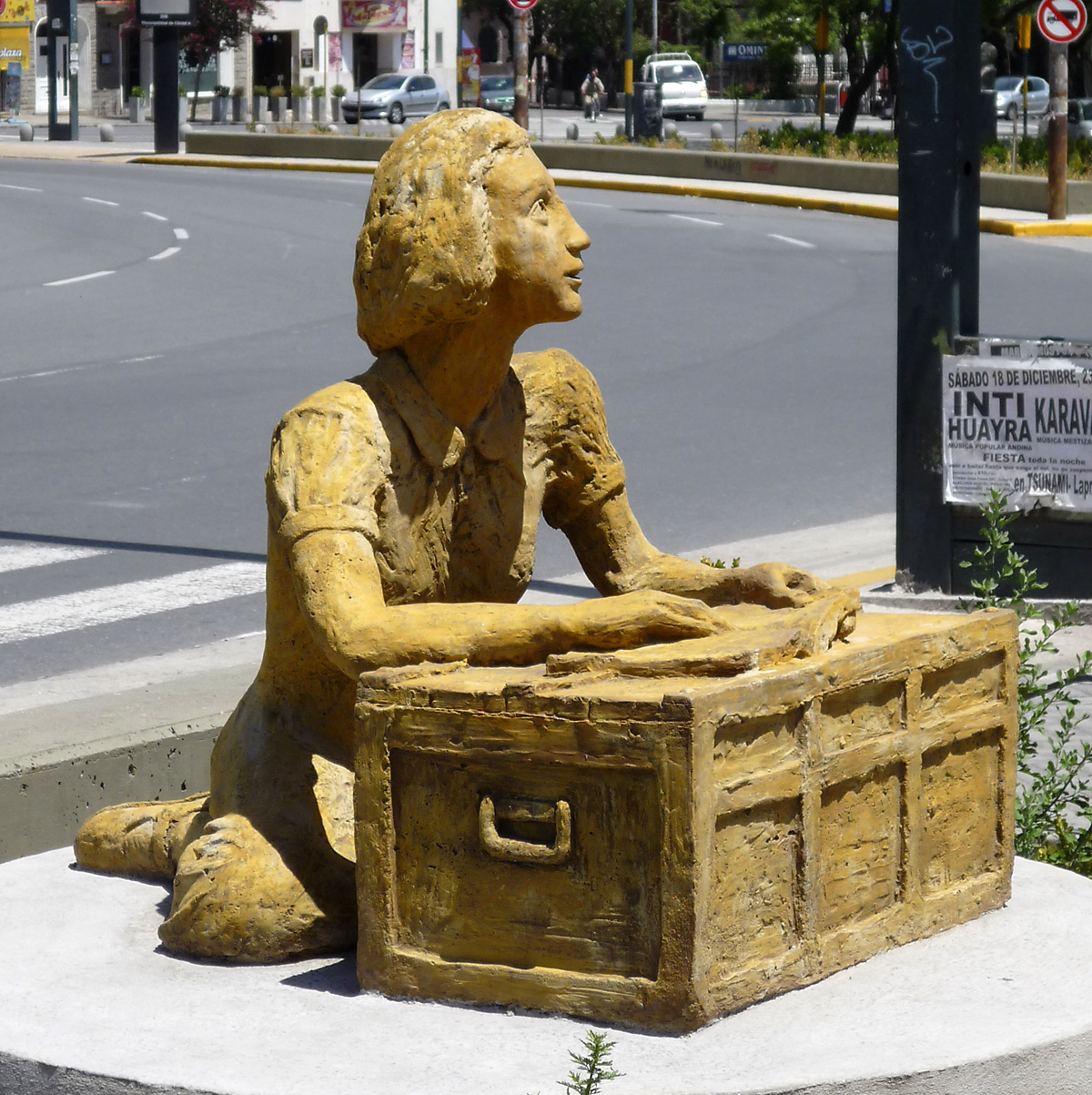
Sculptuur in Córdoba, Argentinië

## Nominatie grootste Nederlander
In 2004 werd Anne Frank genomineerd voor het televisieprogramma De grootste Nederlander. Voor de organiserende omroep KRO was dit aanleiding om voor te stellen Anne Frank postuum te naturaliseren. Dit voorstel werd door een aantal Tweede Kamerleden gesteund. Volgens de Nederlandse wet komen echter alleen levende personen in aanmerking voor naturalisatie. Naar de mening van de Anne Frank Stichting, die onder meer het huis beheert waar Anne Frank ondergedoken heeft gezeten, wordt Anne Frank allang als Nederlands staatsburger beschouwd omdat ze in Nederland opgroeide en in Nederland haar literaire werk schreef.
De KRO besloot daarop de nominatie van de formeel staatloze Anne Frank in stand te houden, te meer omdat het bezit van de Nederlandse nationaliteit bij de verkiezing van De grootste Nederlander er niet echt toe zou doen. Ze eindigde op de 8ste plaats in de slotverkiezing.
Bij een soortgelijk televisieprogramma in Duitsland (Unsere Besten voor de verkiezing van de grootste Duitser) werd Anne Frank eveneens genomineerd. Zij eindigde hier op de 134ste plaats.

## Toneel en film
Er zijn diverse films en toneelstukken op Anne en haar dagboek gebaseerd. Het eerste, door het echtpaar Frances Goodrich en Alfred Hackett geschreven, toneelstuk kwam uit in 1955, onder de titel The Diary of Anne Frank. Dit toneelstuk won een Pulitzerprijs. In 1959 verscheen de gelijknamige verfilming, die op haar beurt drie Oscars won. Een Nederlandse versie van het toneelstuk ging, onder regie van Karl Guttmann, op 27 november 1956 in première in het bijzijn van koningin Juliana als Het Dagboek van Anne Frank. Een nieuwe versie van het eerste toneelstuk kwam in 1984 uit in Nederland, onder regie van Jeroen Krabbé. In 1997 verscheen een door Wendy Kesselman grondig herschreven versie van het eerste toneelstuk op Broadway met Natalie Portman in de hoofdrol. In 1995 kwam de documentaire Anne Frank Remembered uit en in 2001 de film Anne Frank: The Whole Story.
Van november 2010 tot februari 2011 was een muzikale bewerking van het dagboek in de Nederlandse en Belgische theaters te zien. Het muziektheaterstuk Je Anne, met in de hoofdrollen Thom Hoffman en Abke Bruins, werd geproduceerd door Mark Vijn.
In het Theater Amsterdam liep van 8 mei 2014 tot januari 2016 het toneelstuk Anne dat geschreven was door Leon de Winter en Jessica Durlacher. In 2016 ging de Duitse film Das Tagebuch der Anne Frank in première.
De animatiefilm Where Is Anne Frank van regisseur Ari Folman ging in juli 2021 in première op het Filmfestival Cannes en is vanaf begin 2022 in de Nederlandse bioscopen te zien.
In 2023 bracht National Geographic de mini-serie A Small Light uit.

### Films en documentaires
- The Diary of Anne Frank (1959) (verfilming toneelstuk)
- The Diary of Anne Frank (1980) (tv-film)
- Het Dagboek van Anne Frank (1985) (tv-film)
- The Diary of Anne Frank (1987)
- The Attic: The Hiding of Anne Frank (1988)
- De laatste zeven maanden van Anne Frank (1988) (documentaire)
- Anne Frank Remembered (1995, documentaire)
- Anne no Nikki (1995, anime)
- Het Korte Leven van Anne Frank (2001, documentaire)
- Mi Ricordo Anna Frank (2009)
- Otto Frank, de Vader van Anne (2010) (documentaire)
- In de Rij voor Anne Frank (2014) (documentaire)
- De Magie van het Dagboek van Anne Frank (2015) (documentaire)
- Meine Tochter Anne Frank (2015) (tv-film)
- Das Tagebuch der Anne Frank (2016)
- Mijn Beste Vriendin Anne Frank (2021)
- Where Is Anne Frank (2021, animatie)

### Televisieseries
- Anne Frank: The Whole Story (2001, miniserie)
- The Diary of Anne Frank (2009, miniserie)
- A Small Light (2023, miniserie)
- Dichter bij Anne Frank (2024, documentaireserie)

Verder is er nog de YouTube-serie Anne Frank videodagboek uit 2020.

## Vernoemd naar Anne Frank
Onder meer

### Organisaties
- Anne Frank Stichting
- Anne Frank Fonds

### Scholen en bso

#### Nederland
- 6e Montessorischool Anne Frank, Anne Franks lagere school in Amsterdam
- Anne Frankschool in Apeldoorn, Bleiswijk, Bunnik, Ellecom, Den Haag, Hoogkerk, Leiden, Meppel, Papendrecht, Utrecht
- Anne Frank Montessorischool in Doesburg
- Kindcentrum Anne Frank, Maastricht (buitenschoolse opvang)

#### Verenigde Staten
- Anne Frank Elementary School, Dallas, Texas, Verenigde Staten
- Anne Frank Elementary School, Philadelphia, Pennsylvania, Verenigde Staten

### Straten en pleinen

#### Nederland
- Anne Frankhove in Sassenheim
- Anne Frankkade in Alphen aan den Rijn
- Anne Franklaan in Bilthoven, Bussum, Coevorden, Deventer, Harderwijk, Hilversum, Hoofddorp, Huizen, Middelharnis, Montfoort, Pijnakker, Purmerend, Uithoorn
- Anne Frankplein in Helmond, 's-Hertogenbosch, Rijen
- Anne Franksingel in Oud-Beijerland
- Anne Frankstraat in Amstelveen, Amsterdam, Beerta, Cuijk, Den Burg, Den Haag, Diemen, Doetinchem, Kudelstaart, Lisse, Ootmarsum, Oude * Pekela, Reeuwijk, Rosmalen, Spijkenisse, Venlo, Waalwijk
- Anne Frankweg in Finsterwolde, Leiden

#### België
- Anne Frankplein in Hasselt, België

### Zonnestelsel
- De in 1942 ontdekte planetoïde (5535) Annefrank, die tussen de planeten Mars en Jupiter in de planetoïdengordel om de zon draait, werd in 1995 naar haar vernoemd.
- In 1991 werd een inslagkrater op de planeet Venus naar haar vernoemd.

## Secundaire literatuur
- Robert M.W. Kempner - Twee uit honderdduizend: Anne Frank en Edith Stein. Onthullingen over de nazimisdaden in Nederland voor het gerechtshof te München. Bilthoven, 1969.
- Anna G. Steenmeijer - Weerklank van Anne Frank. Amsterdam, 1970.
- Mies Bouhuys - Anne Frank is niet van gisteren. Amsterdam, 1982. (ISBN 90-6019-825-5)
- Jeannette den Hartogh & Ruud van der Rol - Over Anne Frank. Den Haag, 1982. (ISBN 90-6252-935-6)
- Dick Houwaart - Anne in 't voorbijgaan. Emoties, gedachten en verwachtingen rondom het huis en het dagboek van Anne Frank. Amsterdam, 1982. (ISBN 90-6083-338-4)
- Lin Jaldati en Eberhard Rebling, Sag nie, du gehst den letzten Weg (1986), verschenen in het Nederlands in mei 2024: Lied van verzet (vertaling Johan Meijer, Diete Oudesluijs, Rimco Spanjer en Sander Stotijn).
- Wim Ramaker - Dag Anne Frank. Een groet in woorden. Den Haag, 1982. (ISBN 90-6207-066-3)
- Miep Gies & Alison Leslie Gold - Herinneringen aan Anne Frank. Het verhaal van Miep Gies, de steun en toeverlaat van de familie Frank in het Achterhuis. Amsterdam, 1987. (ISBN 90-351-0492-7)
- Willy Lindwer - De laatste zeven maanden. Vrouwen in het spoor van Anne Frank. Hilversum, 1988. (ISBN 90-304-0464-7)
- Jacqueline van Maarsen - Anne en Jopie. Leven met Anne Frank. Amsterdam, 1990. (ISBN 90-5018-110-4)
- Nanda van der Zee - De kamergenoot van Anne Frank. Amsterdam, 1990. (ISBN 90-73299-06-3)
- Anne Frank Stichting - Anne Frank Huis, een museum met een verhaal. Amsterdam, 1992. (ISBN 90-12-06601-8)
- Ruud van der Rol & Rian Verhoeven - Anne Frank. Amsterdam, 1992. (ISBN 90-384-0329-1)
- Bert Peene - Anne Frank, het Achterhuis. Laren, 1993. (ISBN 90-6675-553-9)
- Hedwig Verleyen - Omtrent Anne Frank. Brugge, 1993.
- Mirjam Pressler - Daar verlang ik zo naar. Het levensverhaal van Anne Frank. Amsterdam, 1993. (ISBN 90-351-1290-3)
- Cara Wilson - Liefs, Otto. Utrecht, 1995. (ISBN 90-229-8277-7)
- Anne Frank Stichting - Anne Frank, een geschiedenis voor vandaag. Amsterdam, 1996. (ISBN 90-72972-21-X)
- Denise de Costa - Anne Frank & Etty Hillesum. Spiritualiteit, schrijverschap, seksualiteit. Amsterdam, 1996. (ISBN 90-5018-315-8)
- Carol Ann Lee - Anne Frank 1929-1945: pluk rozen op aarde en vergeet mij niet. Amsterdam, 1998. (ISBN 90-5018-532-0)
- Cynthia Mercati - De kracht van onze geest. De visie van Anne Frank. Alkmaar, 1998.
- Melissa Müller - Anne Frank, de biografie. Amsterdam, 1998. (ISBN 90-351-1989-4)
- Alison Leslie Gold - Anne Frank, mijn beste vriendin. Het verhaal van Hanneli Goslar. Heerhugowaard, 1999. (ISBN 90-206-2099-1)
- Carol Ann Lee - De wereld van Anne Frank. Amsterdam, 2000. (ISBN 90-245-4010-0)
- David Barnouw & Gerrold van der Stroom - Wie verraadde Anne Frank? Amsterdam, 2003. (ISBN 90-5352-932-2)
- Jacqueline van Maarsen - Ik heet Anne, zei ze. Anne Frank. Herinneringen van Jacqueline van Maarsen.. Amsterdam, 2003. (ISBN 90-5936-021-4)
- Edith Schreuder - Anne Frank. Groningen, 2003. (ISBN 90-01-13287-1)
- Gerrold van der Stroom - De vele gezichten van Anne Frank. Visies op een fenomeen. Amsterdam, 2003. (ISBN 90-6801-896-5)
- Bob Polak - Naar buiten, lucht en lachen! Een literaire wandeling door het Amsterdam van Anne Frank. Amsterdam, 2006. (ISBN 90-5937-124-0)
- Berthe Meijer - Leven na Anne Frank. Bezige Bij, Amsterdam, 2010. (ISBN 90-234-546-42)
- Hans Ulrich - Wie was Anne Frank?. Haar leven, het Achterhuis en haar dood. Een beknopte biografie voor jong en oud. Verbum, Laren, 2010 (ISBN 90-742-745-28)
- Herman Vuijsje & Jos van der Lans - Het Anne Frank Huis: Een Biografie. Boom, Amsterdam, 2010. (ISBN 978-90-850-69393)
- Bart Funnekotter - Anne Frank in een Notendop. Bert Bakker, Amsterdam, 2011. (ISBN 97-8903-513-6052)
- Jacqueline van Maarsen -  'Je Beste Vriendin Anne'. Herinneringen aan de oorlog en een bijzondere vriendschap. Querido, Amsterdam, 2011. (ISBN 9789045111551)
- Sharon Dogar - De jongen in het Achterhuis. De Fontein, Utrecht, 2011. (ISBN 978-9026160028). Vertaling van Annexed, 2010.
- Nathan Englander - Waar we het over hebben wanneer we het over Anne Frank hebben. Ambo|Anthos, Amsterdam, 2012. (ISBN 90-414-209-40)
- Ronald Wilfred Jansen - Anne Frank. Stille Getuigen. Herinneringen aan het leven van een joods meisje. Hoogeveen, 2013 (ISBN 9789490482039)
- Jeroen de Bruyn & Joop van Wijk - Bep Voskuijl, het zwijgen voorbij - een biografie van de jongste helpster van het Achterhuis, 2015
- Jeroen De Bruyn & Joop Van Wijk - Anne Frank, the untold story - the hidden truth about Elli Vossen, the youngest helper of the Secret Annex, 2018
- Rian Verhoeven - Anne Frank was niet alleen. Het Merwedeplein 1933-1945 Amsterdam, 2019 Prometheus. (ISBN 978-9044630411)
- Bas von Benda-Beckmann - Na het Achterhuis: Anne Frank en de andere onderduikers in de kampen. Querido/Anne Frank Stichting, Amsterdam, 2020 (ISBN 978-9021423920)
- Rosemary Sullivan - Het verraad van Anne Frank. Het baanbrekende onderzoek van een internationaal coldcaseteam in Nederland. Ambo|Anthos, Amsterdam, 2022 (ISBN 978-9026346392)
- Sandra van Beek - Geschiedenis van het dagboek: Otto Frank en Het Achterhuis. Pluim, Amsterdam, 2022 (ISBN 978-9493256781)